# 长子县
长子县是中国山西省长治市所辖的一个县。总面积为1029平方公里。

## 历史
长子县地域古老，傳說早在5000多年前，炎帝神农氏就在这里试验种五谷，教民农耕；尧舜时代，尧之长子丹朱受封于此，并由引得县名，并简称为“丹城”。在这里流传着许多传说，精卫填海的故事就发生在这里。《山海经·北次三经》中这样描述“发鸠之山，其上多柘木。有鸟焉，其状如乌，文首白喙赤足，名曰精卫。其鸣自詨，是炎帝之少女，名曰女娃”。
秦汉400年间，长子城一直为上党郡郡治，西汉置长子县，治上党郡。汉、魏俱为长子县，东晋十六国时，慕容永据长子称帝，为西燕国都，历时9年。北魏仍为长子县，北齐废。隋開皇九年寄氏县来治，于开皇十八年复称长子县，屬潞州。此后，县名、轄屬历代不改。
抗战期间，属山西省第五专员公署，后归太岳行署第一专员公署和第二专员公署。中华人民共和国成立后，归属山西省长治专区。1958年8月，长子、屯留合并为屯长县，同年11月，撤消屯长县，并入长治市，长子为区联社。1959年1月恢复屯长县。1961年屯长县分治后，恢复长子县建置，长子属晋东南专区（地区）。1985年，实行市管县体制，长子属长治市。

## 地理
长子县地处山西省东南部，上党盆地西侧，太岳山东麓东距长治市区21公里，北距太原市234公里，距北京670公里，跨越太行山可探中原地区和华北平原幅员1029平方公里。素有“中国青椒之乡”的美称，属太岳山脉向太行山上党盆地的过渡带，三面环山，一方为广阔平原。
著名山峰：
- 发鸠山　位于县城西16公里的岳阳、晋义与横水交界处，海拔1 639米，山势险要，坡度75°。
- 慈林山　位于县城南17公里的庄头村边，海拔1157米，山上有一座名扬华夏的法兴寺。
- 老方山　位于县城西南30公里处，距晋义至横水公路100多米，海拔1646．8米

## 行政区划
长子县下辖9个镇、2个乡：
丹朱镇、鲍店镇、石哲镇、大堡头镇、慈林镇、色头镇、南漳镇、宋村镇、南陈镇、碾张乡和常张乡。

## 经济
2009年全县生产总值完成430882万元。

## 人口
根據第七次人口普查數據，截至2020年11月1日零時，長子縣常住人口為298690人。
2010年第六次全国人口普查全县常住人口为353266人，男性人口为181124人，占51.27%；女性人口为172142人，占48.73%。总人口性别比为105.22。 

## 文化
长子县拥有长子鼓书、长子道情、长子钢板书、长子莲花落、长子扇鼓、长子鼓儿词等多种曲艺形式。其中有500年历史的长子鼓书是长子县土生土长、以本土方言为主的一种说唱曲艺，前身是鼓儿词，在长期的演变过程中吸收了长子道情、钢板书、河南坠子、梆子、落子等曲种，1942年由长子县抗日政府组织盲人曲艺队发展而成如今的风格。2011年5月23日，“长子鼓书”被列入第三批国家级非物质文化遗产名录。2020年1月，长子县获评“中国曲艺之乡”称号。

## 风景名胜
- 全国重点文物保护单位：法兴寺、崇庆寺、天王寺、小张碧云寺大殿、布村玉皇庙、韩坊尧王庙大殿、长子崔府君庙大殿、义合三教堂、下霍护国灵贶王庙、前万户汤王庙、中漳伏羲庙、大中汉三嵕庙
- 山西省文物保护单位：西旺墓群、长子古城址及墓地、长子文庙
- 长子县文物保护单位

## 名人
- 李业兴
- 胡富国